# Tonny Maringgi
Tonny Maringgi (* 10. Juni 1959 in Kendari; † 15. September 2019 in Jakarta) war ein indonesischer Tischtennisspieler und -trainer. Er nahm an den Olympischen Spielen 1988  teil. 

## Werdegang
Tonny Maringgi trug bei der Eröffnungsfeier der Olympischen Spiele 1988 in Seoul die Fahne Indonesiens. Er trat nur im Einzelwettbewerb an, wo zweimal gewann und fünfmal verlor. Damit landete er auf Platz 49. 
Später arbeitete Tonny Maringgi als Trainer. Unter seiner Leitung gewann die indonesische Nationalmannschaft die Südostasiatischen Meisterschaften (SEATTA) 2010 in Manila.

## Spielergebnisse
- Olympische Spiele 1988 Einzel[2]
  - Siege: Gilany Hosnani (Mauritius), Barry Griffiths (Neuseeland)
  - Niederlagen: Georg Böhm (Bundesrepublik Deutschland), Patrick Birocheau (Frankreich), Chih Chin-long (Taiwan), Jan-Ove Waldner (Schweden), Xu Zengcai (China)